# Clethrionomyini
Clethrionomyini – plemię ssaków z podrodziny karczowników (Arvicolinae) w obrębie rodziny chomikowatych (Cricetidae).

## Zasięg występowania
Plemię obejmuje gatunki występujące w Eurazji i Ameryce Północnej.

## Podział systematyczny
Do plemienia należą następujące występujące współcześnie rodzaje:
- Craseomys G.S. Miller, 1900
- Clethrionomys Tilesius, 1850 – nornica
- Alticola Blanford, 1881 – górzak
- Caryomys O. Thomas, 1911 – rudogrzbietka
- Eothenomys G.S. Miller, 1896 – rdzawoplecyk
- Anteliomys G.S. Miller, 1896

Opisano również rodzaj wymarły:
- Altaiomys Serdyuk & Tesakov, 2006[10] – jedynym przedstawicielem był Altaiomys ustkanicus Serdyuk & Tesakov, 2006